# Dantumadiel
Dantumadiel (en idioma frisón y oficialmente desde 2009; Dantumadeel en neerlandés) es un municipio localizado en la provincia de Frisia en los Países Bajos. En 2014 tenía una población de 19.030 habitantes distribuidos en una superficie de 87,49 km², de los que 1,82 km² corresponden a la superficie ocupada por el agua, con una densidad de 223 h/km². Se encuentra dentro de la zona de los bosques de Frisia.
El municipio cuenta con once núcleos de población denominados oficialmente desde 2009 por sus nombres en frisón. Hasta la ley municipal de 1851 Dantumadiel estuvo regida por un grietman, regidor con funciones judiciales. En el curso de los enfrentamientos entre Carlos de Güeldres y el futuro emperador Carlos V el municipio llegó a contar con dos grietman, uno por cada partido.

## Galería

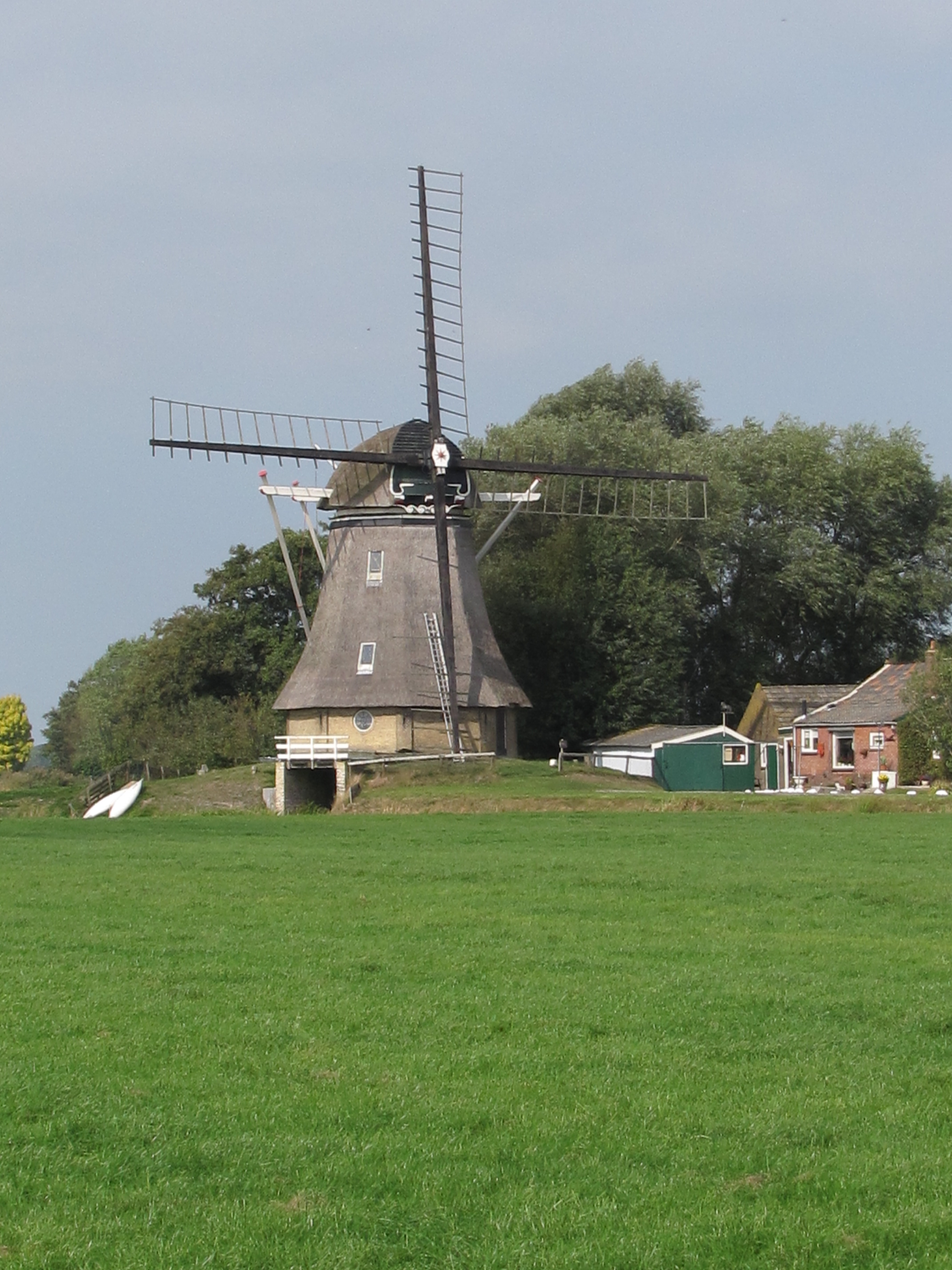
El Gran molino de Broeksterwâld, construido en 1887.
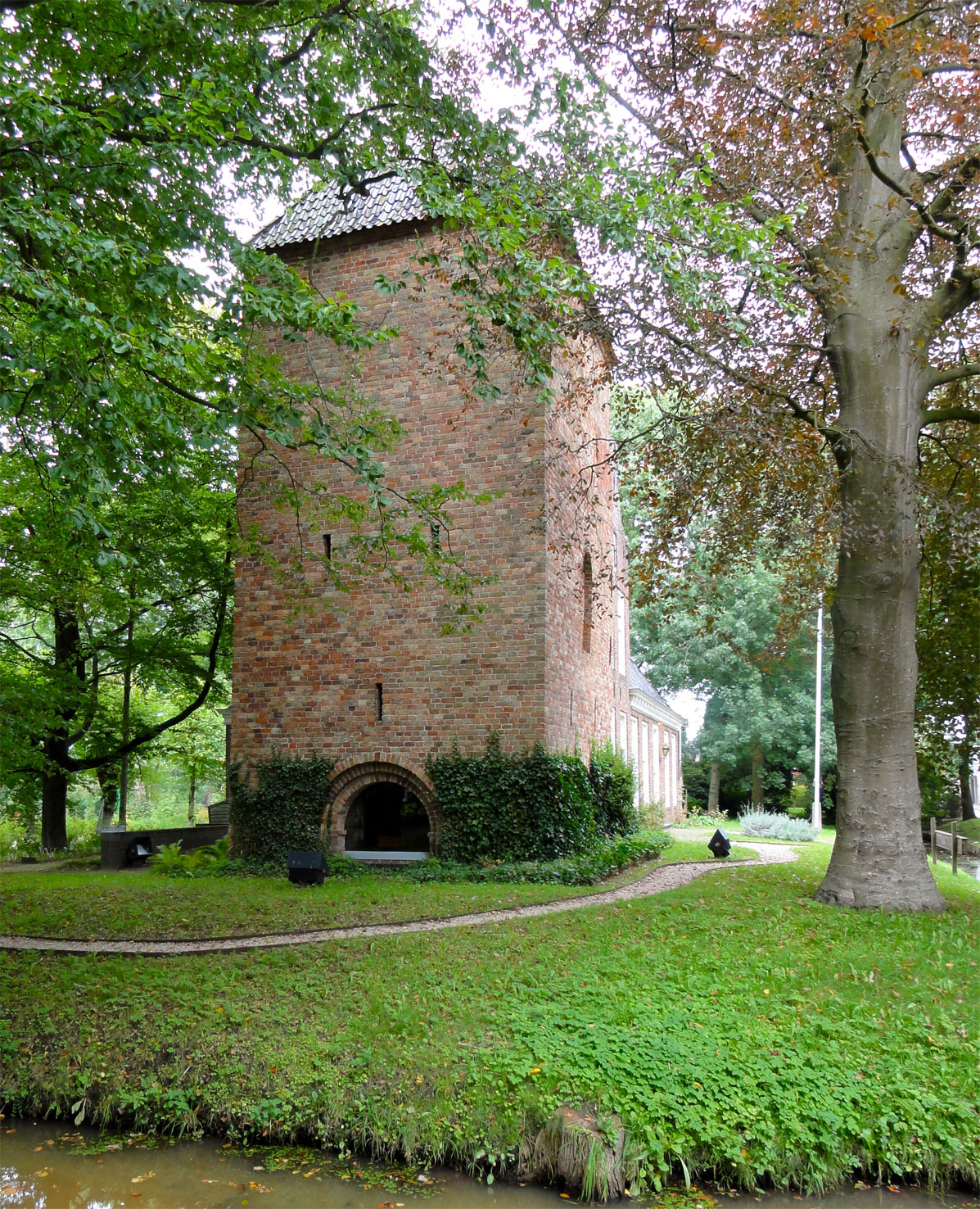
Skierstins, torreón y casa medieval fortificada.
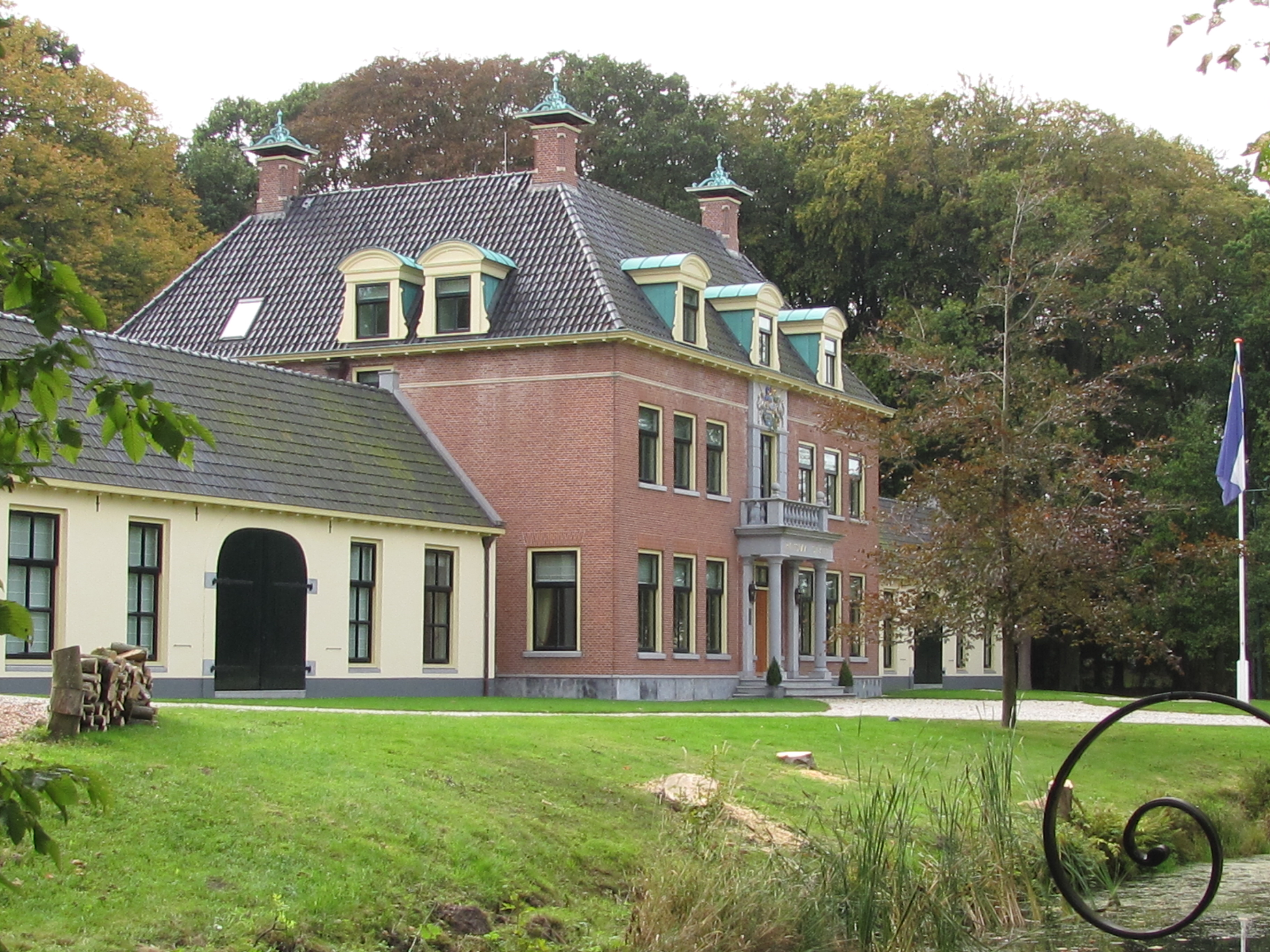
Rinsmastate, casa de campo próxima a Driezum.
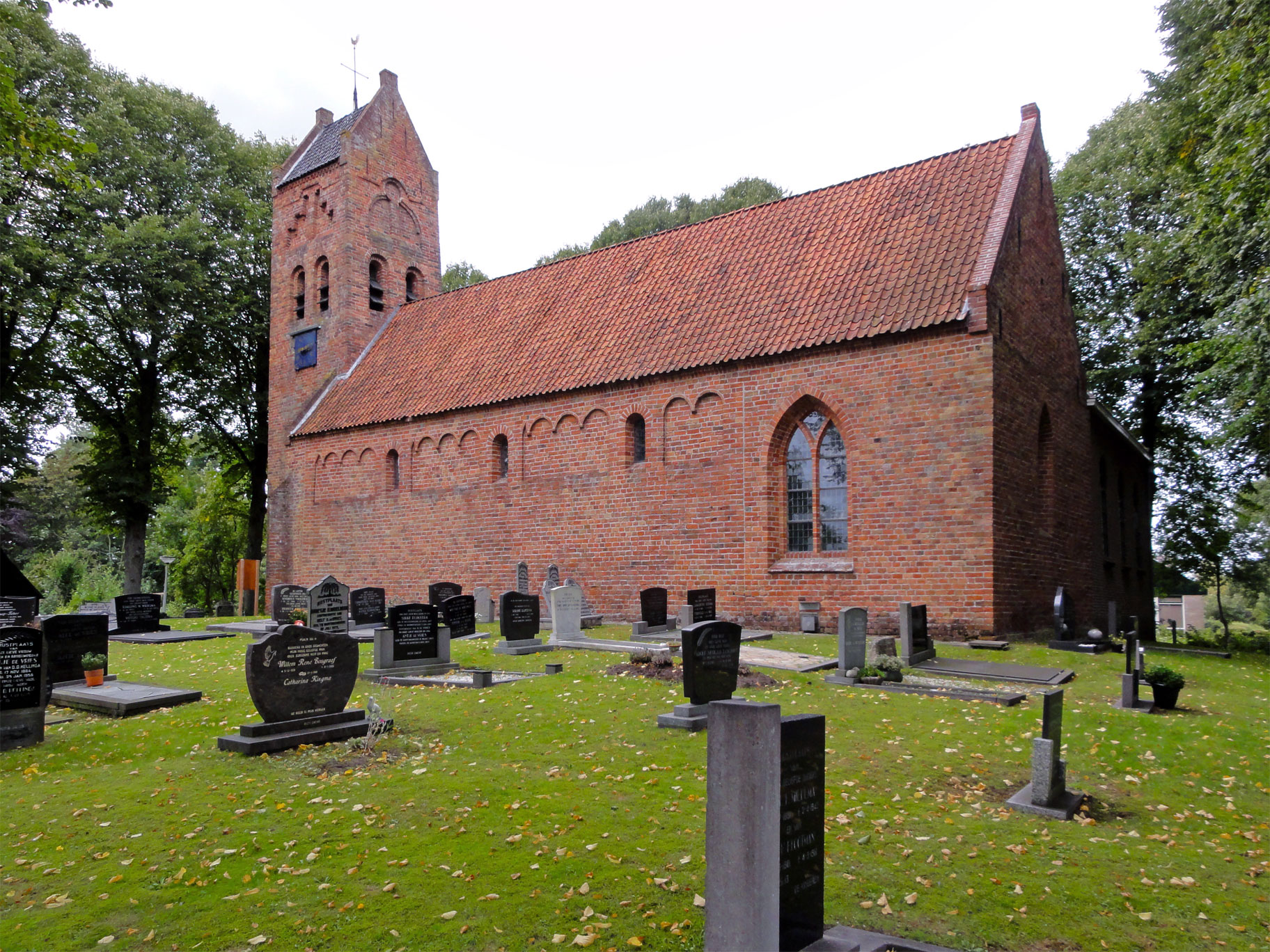
Iglesia protestante de San Bonifacio en Damvâld.
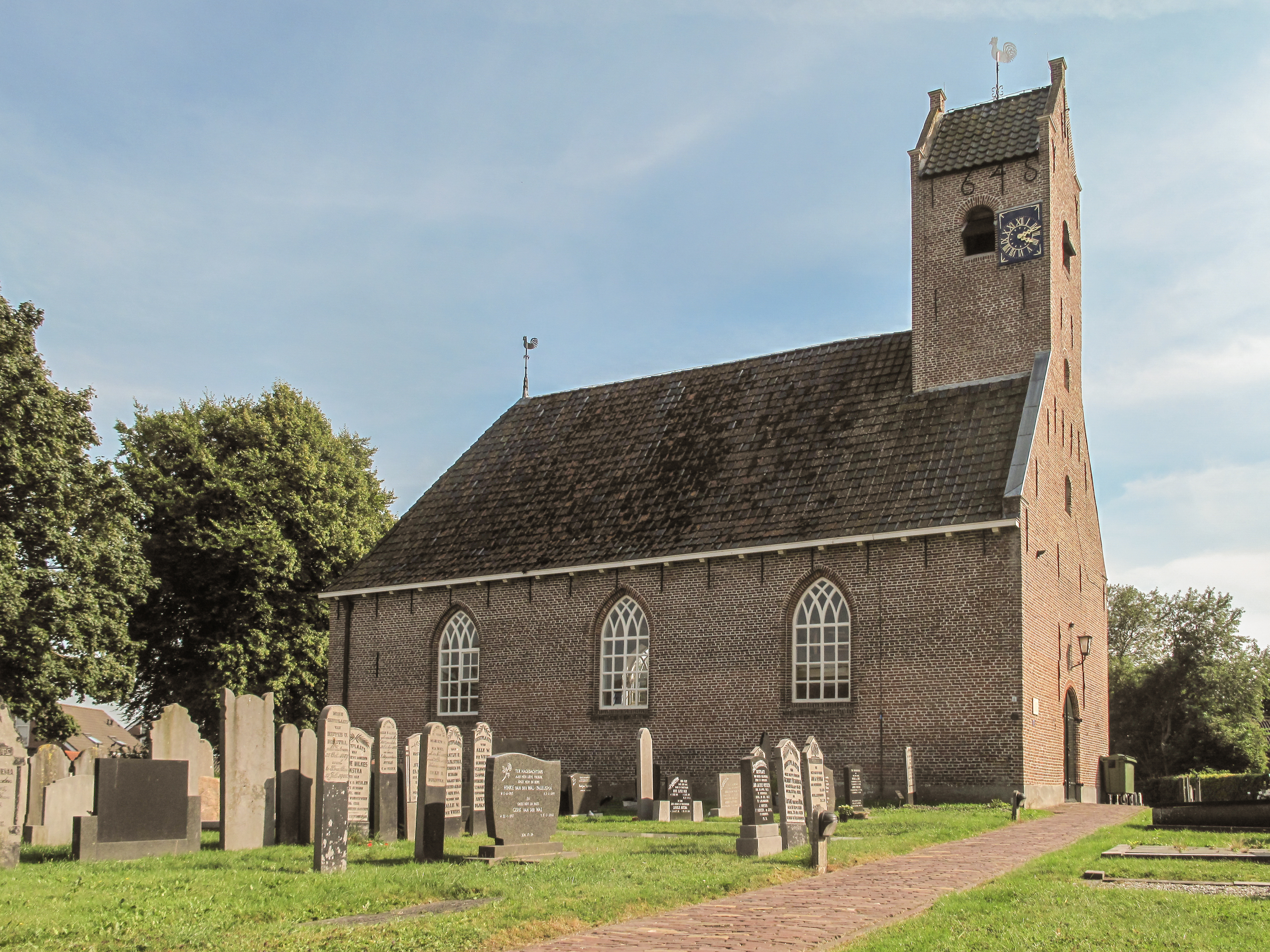
Iglesia protestante en Veenwouden